# Marchette
Marchette är ett vattendrag i Belgien.   Det ligger i provinsen Namur och regionen Vallonien, i den sydöstra delen av landet, 100 km sydost om huvudstaden Bryssel.
I omgivningarna runt Marchette växer i huvudsak blandskog. Runt Marchette är det ganska tätbefolkat, med 90 invånare per kvadratkilometer.